# Allan Odhiambo
Allan Odhiambo (ur. 16 września 1971) – kenijski piłkarz grający na pozycji defensywnego pomocnika. W swojej karierze rozegrał 13 meczów i strzelił 4 gole w reprezentacji Kenii.

## Kariera klubowa
W swojej karierze piłkarskiej Odhiambo grał w klubie Gor Mahia.

## Kariera reprezentacyjna
W reprezentacji Kenii Odhiambo zadebiutował 14 kwietnia 1991 roku w przegranym 0:1 meczu kwalifikacji do Pucharu Narodów Afryki 1992, rozegranym w Chartumie. W 1992 roku powołano go do kadry na Puchar Narodów Afryki 1992. Wystąpił na nim w jednym meczu grupowym, z Nigerią (1:2). Od 1991 do 1996 wystąpił w kadrze narodowej 13 razy i strzelił 4 gole.